# 张普云
张普云（1921年—？），女，山东掖县人，中国眼科专家，曾任山东医科大学教授，第三届全国人大代表，第五、六届全国政协委员。